# Théâtre de Paris
Il Théâtre de Paris è un teatro situato al 15 di rue Blanche nel IX arrondissement di Parigi. Comprende una seconda sede più piccola, il Petit Théâtre de Paris.

## Storia

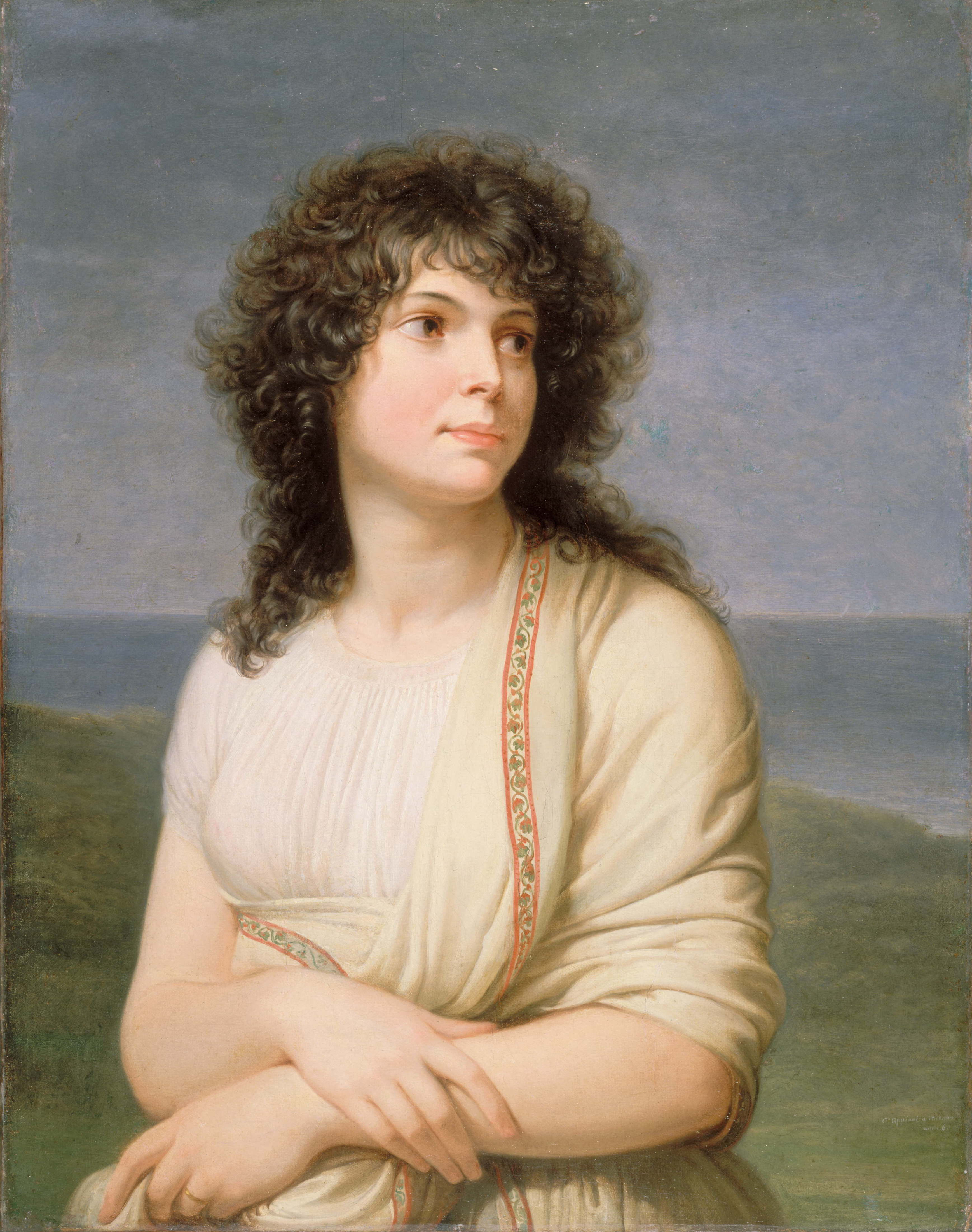
Fortunée Hamelin, prima di una stirpe di donne a dirigere il teatro. Dipinto di Andrea Appiani (1798)

Il primo teatro sul sito fu costruito dal duca di Richelieu nel 1730. Il barone Ogny lo acquistò nel 1779 e lo ribattezzò Folie-Richelieu. Poi, durante il Primo Impero, fu diretto da Fortunée Hamelin, una celebre componente delle Merveilleuse ("donne meravigliose") dell'epoca del Direttorio.
Nel 1811 il Folie-Richelieu fu trasformato in parco, poi demolito completamente nel 1851 nella riqualificazione sotto il barone Haussmann. Divenne il sito della Chiesa della Sainte-Trinité con parte del sito che divenne una pista di pattinaggio a rotelle. Nel 1880, su progetto degli architetti Aimé Sauffroy e Ferdinand Grémailly, parte della pista divenne il Palace Théâtre e, dopo un ulteriore restauro, nel 1891 ad opera di Édouard Niermans, il Casino de Paris. Successivamente, il resto della pista, nei pressi dell'attuale rue Blanche, fu demolita per far posto al Nouveau-Théâtre.

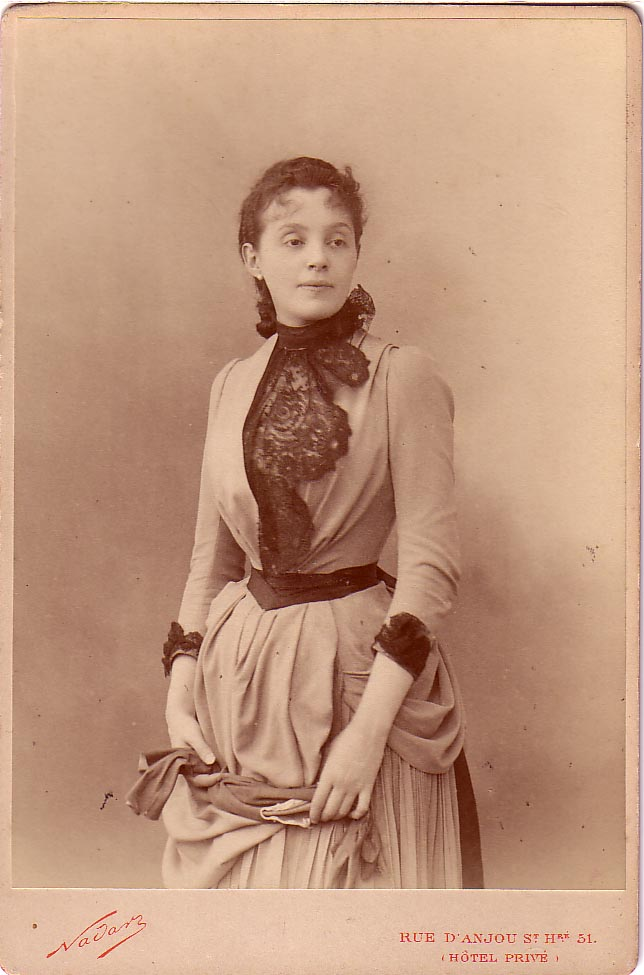
Gabrielle Réjane, fotografia di Nadar

Il primo direttore del Nouveau-Théâtre, fu Aurélien Lugné-Poe, che, dal 1888 al 1890, era stato attore nella compagnia del Théâtre Libre fondata da André Antoine. Dopo aver prestato servizio militare per quattro mesi all'inizio del 1891, Lugné-Poe si unì all'eclettico Théâtre d'Art di Paul Fort, che, dal 1890 al 1892, presentò recitazioni di poesie, opere drammatiche di Marlowe, Shelley e Hugo, nonché nuove commedie di Rachilde, Paul Verlaine e soprattutto Maurice Maeterlinck (The Intruder, The Blind).
Quando Fort lasciò l'impresa, all'inizio del 1893, Lugné-Poe assunse il controllo, la ribattezzò Théâtre de l'Œuvre e perseguì una programmazione aggressivamente simbolista per rivaleggiare con le offerte più naturalistiche di Antoine. Sebbene Antoine fosse stato il primo a presentare al pubblico parigino il dramma moderno di Henrik Ibsen (Spettri, 1890; L'anitra selvatica, 1891), e Fort avesse prodotto La donna del mare nel 1892, con Lugné-Poe nel ruolo di Wangel, era Lugné-Poe che avrebbe fatto di Ibsen la sua specialità nel teatro parigino, presentando in anteprima (e spesso recitando) in nove commedie di Ibsen tra il 1893 e il 1897.

## Lugné-Poe al Nouveau-Théâtre
Come Paul Fort prima di lui, Lugné-Poe non ebbe mai un teatro permanente che fungesse da palcoscenico della sua compagnia per l'intera durata del suo esperimento iniziale di arte-teatro. Al Théâtre de l'Œuvre debuttò con Pelléas et Mélisande di Maeterlinck per una singola rappresentazione matinée al Théâtre des Bouffes-Parisiens nel maggio 1893, ma i sei impegni nella sua stagione successiva si realizzarono al lontano Théâtre des Bouffes du Nord, dove debuttò con Ibsen Rosmersholm, Un nemico del popolo e Il costruttore Solness, Lonely Lives di Gerhart Hauptmann e Beyond Human Power di Bjørnstjerne Bjørnson, tra gli altri. Per la produzione del maggio 1894 della Bella addormentata nel bosco di Henry Bataille e Robert d'Humières, tuttavia, si assicurò per la prima volta lo spazio del Nouveau-Théâtre. Sebbene avesse concluso la stagione con i Creditors di August Strindberg alla Comédie-Parisienne di nuova costruzione (più tardi conosciuta come Théâtre de l'Athénée di Louis Jouvet), assunse rapidamente la direzione del Nouveau-Théâtre per la maggior parte della stagione 1894-95. Lì presentò in anteprima l'adattamento di Maeterlinck di Peccato che sia una sgualdrina (Annabella di John Ford), The Mute Voice di Beaubourg, Il padre di Strindberg, The Little Clay Cart di Sudraka e Interieur di Maeterlinck, tra gli altri. Mentre le sue produzioni del maggio 1895 (incluso Il piccolo Eyolf di Ibsen) venivano rappresentate al Théâtre des Menus-Plaisirs, tornò al Nouveau-Théâtre per concludere la stagione con Brand di Ibsen.
La stagione 1895-1896 trovò residenza in due teatri. Lugné-Poe mise in scena la prima metà della stagione alla Comédie-Parisienne, con un cartellone che includeva Venice Preserv'd di Thomas Otway, L'anello di Shakuntala di Kālidāsa e Salome di Oscar Wilde. La seconda metà, tuttavia, a partire dal marzo 1896, diede inizio agli oltre due anni di residenza al Théâtre de l'Œuvre al Nouveau-Théâtre. In particolare, vennero rappresentate per la prima volta I pilastri della società di Ibsen (22-23 giugno 1896) e Peer Gynt (11-12 novembre 1896), Ubu re di Alfred Jarry (9-10 dicembre 1896), il seguito Beyond Human Power (25-26 gennaio 1897) di Bjørnson, il dramma delle fate di Hauptmann La campana sommersa (4-5 marzo 1897), Il tuo sangue di Bataille (7-8 maggio 1897), La commedia d'amore  di Ibsen (22-23 giugno 1897) e John Gabriel Borkman (8-9 novembre 1897), L'ispettore generale di Nikolai Gogol (7-8 gennaio 1898), Aert di Romain Rolland (2-3 maggio 1898) e The Wolves (18 maggio 1898). Per l'ultima stagione, il Théâtre de l'Œuvre diede due prime mediocri: Fausta di Paul Sonniès (15-16 maggio 1899) e The Yoke di Lucien Mayrargue (5-6 giugno 1899) preferendo ospitare l'atteso revival di Un nemico del popolo al più grande Théâtre de la Renaissance a febbraio. Le ultime produzioni di Lugné-Poe per la compagnia furono realizzate proprio nello stesso teatro dove il Théâtre de l'Œuvre aveva avuto inizio nel 1893 con Pelléas et Mélisande: il Théâtre des Bouffes-Parisiens. Lugné-Poe aveva realizzato con successo il Nouveau-Théâtre come luogo per il dramma moderno audace, stimolante e a volte oltraggioso.

## Direzione Artistica di Réjane
Nel 1906, l'attrice Gabrielle Réjane acquistò il teatro, lo ristrutturò e gli diede un nuovo nome, il Théâtre Réjane. Produsse, tra le altre opere, la prima francese di L'oiseau bleu di Maeterlinck nel 1911 e interpretò con successo il suo ruolo caratteristico di Madame Sans-Gêne di Victorien Sardou a teatro.
Il produttore Léon Volterra acquistò la sala nel 1918 e il 12 agosto 1919 inaugurò il Théâtre de Paris, avendo Réjane stipulato nel contratto di vendita che il teatro non poteva conservare il suo nome. Volterra diresse il teatro fino al 1948, quando fu rilevato da Marcel Karsenty e dal comico Pierre Dux. L'attrice e regista Elvira Popescu subentrò nel 1955 insieme a Hubert de Mallet, gestendolo per dieci anni, prima di lasciar posto al Théâtre Marigny.
Sotto Alain de Leseleuc (1965-1975) e Robert Hossein (1975-1990) il teatro si specializzò in opere musicali, in particolare operette di Offenbach e opere buffe, come ad esempio La Périchole diretto da Maurice Lehmann, La belle Hélène diretto da Jérôme Savary, e Le pont des soupirs, diretto da Jean-Michel Ribes. Vennero anche prodotti musical come Starmania e Cats.
Dal gennaio 2002, Stéphane Hillel è direttore artistico di entrambi i teatri.

## Petit Théâtre de Paris
Elvira Popescu creò una seconda sala con 300 posti, ricavata da laboratori di costumi, che prima chiamò Théâtre Moderne per poi ribattezzarlo Petit Théâtre de Paris. Oggi questo secondo spazio per spettacoli porta il nome "Salle Réjane".

## Anteprime e produzioni notevoli

### Nouveau-Théâtre
- 1892: Rabelais, commedia di Oscar Méténier
- 1894: Nos bons chasseurs, vaudeville di Charles Lecocq, testo di Paul Bilhaud e Michel Carré
- 1897: Brouillard du matin, dramma di Jacques Copeau
- 1906: Le Réformateur, dramma di Édouard Rod

(Notevoli prime al Nouveau-Théâtre, presentate dal Théâtre de l'Œuvre di Lugné-Poe)
- 1894: Le Père, tragedia in tre atti di August Strindberg
- 1895: The Little Clay Cart, dramma in cinque atti di Sudraka
- 1895: Interno di Maurice Maeterlinck
- 1895: Brand, commedia in cinque atti di Henrik Ibsen
- 1896: I pilastri della società, commedia in quattro atti di Henrik Ibsen
- 1896: Peer Gynt, dramma in cinque atti di Henrik Ibsen
- 1896: Ubu re, dramma in cinque atti di Alfred Jarry
- 1897: John Gabriel Borkman, dramma in quattro atti di Henrik Ibsen

### Teatro Réjane
- 1908: Qui perd gagne, dramma di Pierre Véber
- 1911: L'Orfeo, opera di Claudio Monteverdi (prima rappresentazione moderna in scena[1])

### Théâtre de Paris
- 1929-1931: Trilogie marsigliese (prime due parti: Marius e Fanny) di Marcel Pagnol, con Orane Demazis, Raimu e Pierre Fresnay
- 1948: Tovaritch di Jacques Deval, con Elvira Popesco
- 1956: Tè e simpatia di Robert Anderson, con Ingrid Bergman
- 1961: Peccato che sia una sgualdrina di John Ford, regia di Luchino Visconti, con Romy Schneider e Alain Delon
- 1962: Il gabbiano di Anton Čechov, regia di Sacha Pitoëff, con Romy Schneider
- 1967: Enrico IV di Luigi Pirandello, regia di Sacha Pitoëff, con Claude Jade
- 1989: Cats di Andrew Lloyd Webber diretto da Gillian Lynne, prodotto da Mel Howard
- 1993: Tailleur pour dames di Georges Feydeau, con Jean-Paul Belmondo
- 1998: Variations énigmatiques di Éric-Emmanuel Schmitt, con Alain Delon
- 1999: Les portes du ciel di Jacques Attali, con Gérard Depardieu
- 1999: Qualcuno volò sul nido del cuculo dal film di Miloš Forman, con Bernard Tapie
- 2000: Becket e il suo re di Jean Anouilh, con Bernard Giraudeau
- 2001: Mrs. Doubtfire - Mammo per sempre dal film di Chris Columbus, con Michel Leeb
- 2005: Amadeus di Peter Shaffer, con Lorànt Deutsch e Jean Piat
- 2008: On Golden Pond di Ernest Thompson, con Jean Piat, Maria Pachomius e Béatrice Agenin
- 2011: Peter Pan di J. M. Barrie, regista Irina Brook